# EFL Cup 2022/23
Der EFL Cup 2022/23 (alternativ nach dem Sponsoren Carabao Cup) war die 63. Austragung des Turniers. Alle 92 Vereine der vier oberen englischen Ligen 2022/23 nahmen am Wettbewerb teil.
Der Wettbewerb begann am 2. August 2022 mit der ersten Runde.

## Modus
Gemäß der Änderungen von 2018 ist die Verlängerung abgeschafft, bei einem Gleichstand nach der regulären Spielzeit wird die Partie im Elfmeterschießen entschieden, ausgenommen ist das Endspiel.

## Termine
| Runde         | Termine                                                                     |
| ------------- | --------------------------------------------------------------------------- |
| Erste Runde   | 2. – 11. August 2022                                                        |
| Zweite Runde  | 23. – 24. August 2022                                                       |
| Dritte Runde  | 8. – 9. November 2022                                                       |
| Achtelfinale  | 20. – 21. Dezember 2022                                                     |
| Viertelfinale | 10. – 11. Januar 2023                                                       |
| Halbfinale    | 24. – 25. Januar 2023 (Hinspiele) 31. Januar – 1. Februar 2023 (Rückspiele) |
| Finale        | 26. Februar 2023                                                            |

## Erste Runde
Die Auslosung für die erste Runde wurde am 23. Juni 2022 durchgeführt.
An der ersten Runde nahmen 70 Vereine teil. 13 Vereine der Premier League 2022/23 stiegen zusammen mit den Championship-Klubs FC Burnley und FC Watford in der zweiten Runde in den Wettbewerb ein. Erst in der dritten Runde kamen wegen ihrer internationalen Beteiligungen der FC Arsenal, der FC Chelsea, der FC Liverpool, Manchester City, Manchester United, Tottenham Hotspur und West Ham United hinzu.
Ausgetragen sollen die Begegnungen zwischen dem 2. und 11. August 2022 sein.
Northern Section
| Datum                      |                           | Ergebnis          |                        |
| -------------------------- | ------------------------- | ----------------- | ---------------------- |
| 9. August 2022, 19:30 BST  | Shrewsbury Town (III)     | 3:2               | Carlisle United (IV)   |
| 9. August 2022, 19:45 BST  | Accrington Stanley (III)  | 2:2 (11:12 i. E.) | Tranmere Rovers (IV)   |
| 9. August 2022, 19:45 BST  | FC Blackpool (II)         | 0:0 (3:4 i. E.)   | AFC Barrow (IV)        |
| 9. August 2022, 19:45 BST  | Bolton Wanderers (III)    | 5:1               | Salford City (IV)      |
| 9. August 2022, 19:45 BST  | Bradford City (IV)        | 2:1               | Hull City (II)         |
| 9. August 2022, 19:45 BST  | Doncaster Rovers (IV)     | 0:3               | Lincoln City (III)     |
| 9. August 2022, 19:45 BST  | Fleetwood Town (III)      | 1:0               | Wigan Athletic (II)    |
| 9. August 2022, 19:45 BST  | Grimsby Town (IV)         | 4:0               | Crewe Alexandra (IV)   |
| 9. August 2022, 19:45 BST  | Harrogate Town (IV)       | 0:1               | Stockport County (IV)  |
| 9. August 2022, 19:45 BST  | Huddersfield Town (II)    | 1:4               | Preston North End (II) |
| 9. August 2022, 19:45 BST  | Mansfield Town (IV)       | 1:2               | Derby County (III)     |
| 9. August 2022, 19:45 BST  | FC Morecambe (III)        | 0:0 (5:3 i. E.)   | Stoke City (II)        |
| 9. August 2022, 19:45 BST  | AFC Rochdale (IV)         | 2:0               | Burton Albion (III)    |
| 10. August 2022, 19:45 BST | Blackburn Rovers (II)     | 4:0               | Hartlepool United (IV) |
| 10. August 2022, 19:45 BST | FC Middlesbrough (II)     | 0:1               | FC Barnsley (III)      |
| 10. August 2022, 19:45 BST | Port Vale (III)           | 1:2               | Rotherham United (II)  |
| 10. August 2022, 19:45 BST | Sheffield Wednesday (III) | 2:0               | AFC Sunderland (II)    |
| 11. August 2022, 20:00 BST | West Bromwich Albion (II) | 1:0               | Sheffield United (II)  |

Southern Section
| Datum                      |                           | Ergebnis        |                           |
| -------------------------- | ------------------------- | --------------- | ------------------------- |
| 2. August 2022, 19:45 BST  | Cambridge United (III)    | 1:0             | FC Millwall (II)          |
| 9. August 2022, 19:45 BST  | Cardiff City (II)         | 0:3             | FC Portsmouth (III)       |
| 9. August 2022, 19:45 BST  | Charlton Athletic (III)   | 1:1 (5:3 i. E.) | Queens Park Rangers (II)  |
| 9. August 2022, 19:45 BST  | Cheltenham Town (III)     | 0:7             | Exeter City (III)         |
| 9. August 2022, 19:45 BST  | Crawley Town (IV)         | 1:0             | Bristol Rovers (III)      |
| 9. August 2022, 19:45 BST  | Forest Green Rovers (III) | 2:0             | Leyton Orient (IV)        |
| 9. August 2022, 19:45 BST  | Ipswich Town (III)        | 0:1             | Colchester United (IV)    |
| 9. August 2022, 19:45 BST  | Luton Town (II)           | 2:3             | AFC Newport County (IV)   |
| 9. August 2022, 19:45 BST  | Milton Keynes Dons (III)  | 1:0             | Sutton United (IV)        |
| 9. August 2022, 19:45 BST  | Northampton Town (IV)     | 1:2             | Wycombe Wanderers (III)   |
| 9. August 2022, 19:45 BST  | Norwich City (II)         | 2:2 (4:2 i. E.) | Birmingham City (II)      |
| 9. August 2022, 19:45 BST  | Oxford United (III)       | 2:2 (5:3 i. E.) | Swansea City (II)         |
| 9. August 2022, 19:45 BST  | FC Walsall (IV)           | 2:0             | Swindon Town (IV)         |
| 9. August 2022, 19:45 BST  | AFC Wimbledon (IV)        | 0:2             | FC Gillingham (IV)        |
| 9. August 2022, 20:00 BST  | FC Reading (II)           | 1:2             | FC Stevenage (IV)         |
| 10. August 2022, 19:45 BST | Coventry City (II)        | 1:4             | Bristol City (II)         |
| 10. August 2022, 19:45 BST | Plymouth Argyle (III)     | 0:2             | Peterborough United (III) |

## Zweite Runde
In der zweiten Runde stiegen die 13 Premier-League-Vereine ein, die sich in der letzten Saison nicht für einen europäischen Wettbewerb qualifiziert hatten, sowie FC Burnley und FC Watford aus der English Football League. Die Auslosung fand am 10. August 2022 statt. Ausgetragen sollen die Begegnungen am 23. und 24. August 2022.
Northern Section
| Datum                      |                             | Ergebnis        |                           |
| -------------------------- | --------------------------- | --------------- | ------------------------- |
| 23. August 2022, 19:30 BST | Shrewsbury Town (III)       | 0:1             | FC Burnley (II)           |
| 23. August 2022, 19:30 BST | Sheffield Wednesday (III)   | 3:0             | AFC Rochdale (IV)         |
| 23. August 2022, 19:45 BST | AFC Barrow (IV)             | 2:2 (1:3 n. V.) | Lincoln City (III)        |
| 23. August 2022, 19:45 BST | Bolton Wanderers (III)      | 1:4             | Aston Villa (I)           |
| 23. August 2022, 19:45 BST | Bradford City (IV)          | 1:2             | Blackburn Rovers (II)     |
| 23. August 2022, 19:45 BST | Derby County (III)          | 1:0             | West Bromwich Albion (II) |
| 23. August 2022, 19:45 BST | Fleetwood Town (III)        | 0:1             | FC Everton (I)            |
| 23. August 2022, 19:45 BST | Grimsby Town (IV)           | 0:3             | Nottingham Forest (I)     |
| 23. August 2022, 19:45 BST | Rotherham United (II)       | 0:1             | FC Morecambe (III)        |
| 23. August 2022, 19:45 BST | Stockport County (IV)       | 0:0 (1:3 n. V.) | Leicester City (I)        |
| 23. August 2022, 19:45 BST | Wolverhampton Wanderers (I) | 2:1             | Preston North End (II)    |
| 24. August 2022, 19:45 BST | Leeds United (I)            | 3:1             | FC Barnsley (III)         |
| 24. August 2022, 19:45 BST | Tranmere Rovers (IV)        | 1:2             | Newcastle United (I)      |

Southern Section
| Datum                      |                           | Ergebnis        |                            |
| -------------------------- | ------------------------- | --------------- | -------------------------- |
| 23. August 2022, 19:00 BST | FC Walsall (IV)           | 0:1             | Charlton Athletic (III)    |
| 23. August 2022, 19:45 BST | Cambridge United (III)    | 0:3             | FC Southampton (I)         |
| 23. August 2022, 19:45 BST | Colchester United (IV)    | 0:2             | FC Brentford (I)           |
| 23. August 2022, 19:45 BST | Crawley Town (IV)         | 2:0             | FC Fulham (I)              |
| 23. August 2022, 19:45 BST | FC Gillingham (IV)        | 0:0 (6:5 n. V.) | Exeter City (III)          |
| 23. August 2022, 19:45 BST | AFC Newport County (IV)   | 3:2             | FC Portsmouth (III)        |
| 23. August 2022, 19:45 BST | Norwich City (II)         | 2:2 (3:5 n. V.) | AFC Bournemouth (I)        |
| 23. August 2022, 19:45 BST | Oxford United (III)       | 0:2             | Crystal Palace (I)         |
| 23. August 2022, 19:45 BST | FC Stevenage (IV)         | 1:0             | Peterborough United (III)  |
| 23. August 2022, 19:45 BST | FC Watford (II)           | 0:2             | Milton Keynes Dons (III)   |
| 24. August 2022, 19:45 BST | Forest Green Rovers (III) | 0:3             | Brighton & Hove Albion (I) |
| 24. August 2022, 19:45 BST | Wycombe Wanderers (III)   | 1:3             | Bristol City (II)          |

## Dritte Runde
Ab der dritten Runde traten auch die sieben Vereine an, die sich für die laufende Saison für die europäischen Wettbewerbe qualifiziert haben. Die Auslosung fand am 25. August 2022. Ausgetragen sollen die Begegnungen zwischen dem 8. und 10. November 2022.
| Datum                        |                             | Ergebnis         |                            |
| ---------------------------- | --------------------------- | ---------------- | -------------------------- |
| 8. November 2022, 19:45 GMT  | AFC Bournemouth (I)         | 4:1              | FC Everton (I)             |
| 8. November 2022, 19:45 GMT  | FC Brentford (I)            | 1:1 (5:6 i. E.)  | FC Gillingham (IV)         |
| 8. November 2022, 19:45 GMT  | Bristol City (II)           | 1:3              | Lincoln City (III)         |
| 8. November 2022, 19:45 GMT  | FC Burnley (II)             | 3:1              | Crawley Town (IV)          |
| 8. November 2022, 19:45 GMT  | Leicester City (I)          | 3:0              | AFC Newport County (IV)    |
| 8. November 2022, 19:45 GMT  | Milton Keynes Dons (III)    | 2:0              | FC Morecambe (III)         |
| 8. November 2022, 19:45 GMT  | FC Stevenage (IV)           | 1:1 (4:5 i. E.)  | Charlton Athletic (III)    |
| 9. November 2022, 19:45 GMT  | FC Arsenal (I)              | 1:3              | Brighton & Hove Albion (I) |
| 9. November 2022, 19:45 GMT  | Newcastle United (I)        | 0:0 (3:2 i. E.)  | Crystal Palace (I)         |
| 9. November 2022, 19:45 GMT  | Nottingham Forest (I)       | 2:0              | Tottenham Hotspur (I)      |
| 9. November 2022, 19:45 GMT  | FC Southampton (I)          | 1:1 (6:5 i. E.)  | Sheffield Wednesday (III)  |
| 9. November 2022, 19:45 GMT  | West Ham United (I)         | 2:2 (9:10 i. E.) | Blackburn Rovers (II)      |
| 9. November 2022, 19:45 GMT  | Wolverhampton Wanderers (I) | 1:0              | Leeds United (I)           |
| 9. November 2022, 20:00 GMT  | FC Liverpool (I)            | 0:0 (3:2 i. E.)  | Derby County (III)         |
| 9. November 2022, 20:00 GMT  | Manchester City (I)         | 2:0              | FC Chelsea (I)             |
| 10. November 2022, 20:00 GMT | Manchester United (I)       | 4:2              | Aston Villa (I)            |

## Achtelfinale
Die Auslosung fand am 10. November 2022 statt. Ausgetragen wurden die Begegnungen zwischen dem 20. und 22. Dezember 2022.
| Datum                        |                             | Ergebnis              |                            |
| ---------------------------- | --------------------------- | --------------------- | -------------------------- |
| 20. Dezember 2022, 19:45 GMT | Milton Keynes Dons (III)    | 0:3                   | Leicester City (I)         |
| 20. Dezember 2022, 19:45 GMT | Newcastle United (I)        | 1:0                   | AFC Bournemouth (I)        |
| 20. Dezember 2022, 19:45 GMT | FC Southampton (I)          | 2:1                   | Lincoln City (III)         |
| 20. Dezember 2022, 19:45 GMT | Wolverhampton Wanderers (I) | 2:0                   | FC Gillingham (IV)         |
| 21. Dezember 2022, 19:45 GMT | Blackburn Rovers (II)       | 1:4                   | Nottingham Forest (I)      |
| 21. Dezember 2022, 19:45 GMT | Charlton Athletic (III)     | 0:0 n. V. (4:3 i. E.) | Brighton & Hove Albion (I) |
| 21. Dezember 2022, 20:00 GMT | Manchester United (I)       | 2:0                   | FC Burnley (II)            |
| 22. Dezember 2022, 20:00 GMT | Manchester City (I)         | 3:2                   | FC Liverpool (I)           |

## Viertelfinale
Die Auslosung fand am 22. Dezember 2022 statt. Die Begegnungen wurden am 10. und 11. Januar 2023 ausgetragen.
| Datum                      |                       | Ergebnis              |                             |
| -------------------------- | --------------------- | --------------------- | --------------------------- |
| 10. Januar 2023, 20:00 GMT | Manchester United (I) | 3:0                   | Charlton Athletic (III)     |
| 10. Januar 2023, 20:00 GMT | Newcastle United (I)  | 2:0                   | Leicester City (I)          |
| 11. Januar 2023, 19:45 GMT | Nottingham Forest (I) | 1:1 n. V. (4:3 i. E.) | Wolverhampton Wanderers (I) |
| 11. Januar 2023, 20:00 GMT | FC Southampton (I)    | 2:0                   | Manchester City (I)         |

## Halbfinale
Die Auslosung fand am 11. Januar 2022 statt. Die Hinspiele sollen am 24. und die Rückspiele 31. Januar 2023 ausgetragen werden.
| Datum                                                |                       | Gesamt |                       | Hinspiel | Rückspiel |
| ---------------------------------------------------- | --------------------- | ------ | --------------------- | -------- | --------- |
| 24. und 31. Januar 2023, jeweils um 20:00 GMT        | FC Southampton (I)    | 1:3    | Newcastle United (I)  | 0:1      | 1:2       |
| 25. Januar und 1. Februar 2023, jeweils um 20:00 GMT | Nottingham Forest (I) | 0:5    | Manchester United (I) | 0:3      | 0:2       |

## Finale
| Newcastle United                                                | Newcastle United | Manchester United | Manchester United | Aufstellung                                          |
| --------------------------------------------------------------- | --- | --- | ----------------- | ---------------------------------------------------- |
| Newcastle United                                                | \| 26. Februar 2023 um 16:30 Uhr (GMT) in London (Wembley-Stadion) \| \| Ergebnis: 0:2 (0:2) \| \| Zuschauer: 87.306 \| \| Schiedsrichter: David Coote (Nottinghamshire) \| \| Spielbericht \|                                                           | \| 26. Februar 2023 um 16:30 Uhr (GMT) in London (Wembley-Stadion) \| \| Ergebnis: 0:2 (0:2) \| \| Zuschauer: 87.306 \| \| Schiedsrichter: David Coote (Nottinghamshire) \| \| Spielbericht \| | Manchester United | Aufstellung Newcastle United gegen Manchester United |
| Newcastle United                                                | Loris Karius – Kieran Trippier , Fabian Schär, Sven Botman, Dan Burn – Sean Longstaff (46. Alexander Isak), Bruno Guimarães (78. Joe Willock), Joelinton – Miguel Almirón, Callum Wilson, Allan Saint-Maximin (78. Jacob Murphy) Cheftrainer: Eddie Howe | David de Gea – Diogo Dalot (46. Aaron Wan-Bissaka), Raphaël Varane, Lisandro Martínez, Luke Shaw – Casemiro, Fred (69. Marcel Sabitzer) – Antony (83. Jadon Sancho), Bruno Fernandes , Marcus Rashford (88. Harry Maguire) – Wout Weghorst (69. Scott McTominay) Cheftrainer: Erik ten Hag ( Niederlande) | Manchester United | Aufstellung Newcastle United gegen Manchester United |
| Newcastle United                                                | 0:1 Casemiro (33.) 0:2 Marcus Rashford (39.) | | Manchester United | Aufstellung Newcastle United gegen Manchester United |
| Newcastle United                                                | Joelinton (45.+6'), Fabian Schär (90.+6') | Diogo Dalot (9.), Fred (37.), David de Gea (84.), Casemiro (87.), Lisandro Martínez (90.+6') | Manchester United | Aufstellung Newcastle United gegen Manchester United |
| 26. Februar 2023 um 16:30 Uhr (GMT) in London (Wembley-Stadion) | | |                   |                                                      |
| Ergebnis: 0:2 (0:2)                                             | | |                   |                                                      |
| Zuschauer: 87.306                                               | | |                   |                                                      |
| Schiedsrichter: David Coote (Nottinghamshire)                   | | |                   |                                                      |
| Spielbericht                                                    | | |                   |                                                      |